# Savinelli

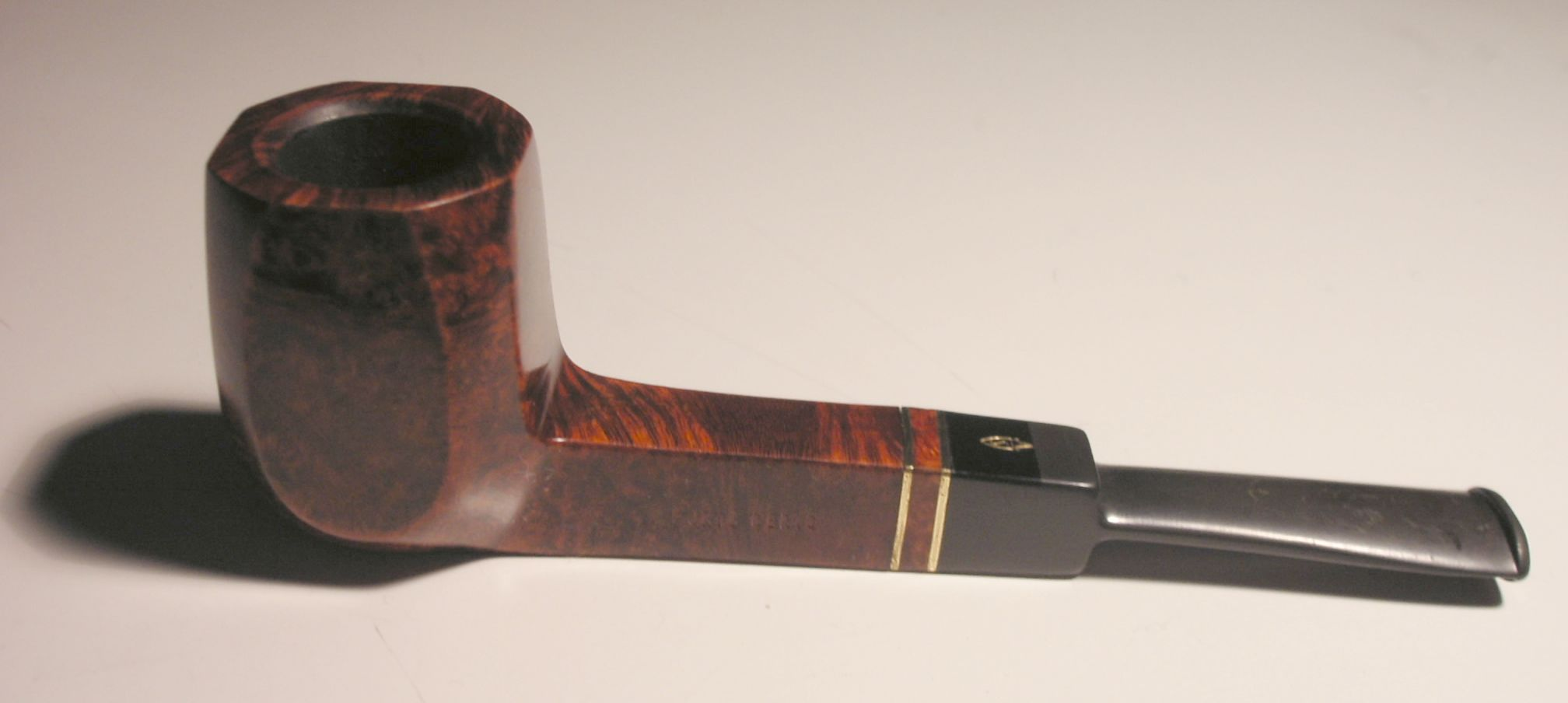
Pipa Savinelli de brezo

Savinelli es un fabricante de pipas italiano, fundada por Achille Savinelli, quién abrió en Milano en el año 1876 una de las primeras tiendas dedicadas exclusivamente al tabaco y los accesorios para fumar. Su fábrica de pipas fue pionera en un momento en que el gobierno italiano era el que tenía el monopolio del tabaco. Achille apostó por las pipas de brezo en un mercado dominado por las pipas de arcilla y de espuma de mar. 

## Historia
Achille pasó 14 años promoviendo su empresa de pipas y creando una sólida base de clientes antes de pasar el testigo a su hijo, Carlo Savinelli, quien dirigió la tienda durante los siguientes 50 años. Carlo aumentó la exposición de la tienda al establecer relaciones con clientes en todo Milán.
Al estallar la Segunda Guerra Mundial, la fábrica Savinelli se vio interrumpida durante cinco años. En ese momento, la materia prima necesaria se fabricaba en el extranjero, a pesar de la firme reputación del país por producir el mejor brezo de calidad. Pipas Savinelli retomó la producción en el año 1948, compitiendo con grandes marcas de pipas como Dunhill o Comoy.  

## Savinelli en la actualidad
El actual gerente de exportaciones de Savinelli es Luca Fontana (marzo de 2019). La sede principal de la fábrica está en Milán. Mientras que la fábrica se halla en Barasso.

## Pipas hechas a mano
Una de las características principales de las pipas de la marca Savinelli es que están hechas a mano.

## Submarcas Savinelli
| - Caimán - Amalfi - Arnold's - Aurelia - Baronet - Bruna - Cadet - Capitolio - Capri - Caramella - Chiara - Chocolat - Duca di Milano - Duca di Paolo - Estella | - Fiammata - Fuoco - Gaius - Giotto - Giubileo Oro - Grezza - Hércules - Horóscopo - Bromista - La roma - Línea Artesana - Línea Più - Lino - Lolita - Lollo | - Long John - Mezcla - Melita - Miele - Molinella - Monsieur - Natural - Ontario - Ópera - Oscar - Panamá - Panchchia - Desfile - Chiquita - Piazza di Spagna | - Bolsillo - Porto Cervo - Príncipe de Gales - Punto Oro - Qandale - Rimini - Riviera - Roley - Roma - Royal Oak - Samanda - Savinelli Ecume - Seta - Siena - Sigla | - Plata - Sistina - Soirée - Solario - Espiga - Primavera - Puesta de sol - Tevere - Tortuga - Toscana - Trevi - Tundra - Vaniglia - Virginia - Venere |